# Беллами, Дэвид
Дэвид Беллами — английский учёный-натуралист, популяризатор науки, писатель, телеведущий. На его счету свыше 400 передач и документальных фильмов, а также 45 книг. Более 10 лет вёл научно-популярные программы на BBC. За свои заслуги был отмечен многочисленными наградами и почётными званиями, включая орден Британской империи, нидерландский орден Золотого Ковчега и премию БАФТА.
В 2008 году был выгнан из BBC за отрицание глобального потепления («Изменение климата циклично, это естественно и происходило всегда»). Кому-то даже взбрело в голову поставить его в один ряд с отрицателями Холокоста.
Последние годы Дэвид посвятил себя борьбе за сохранение тропических лесов в Южной Америке. Ушёл из жизни в декабре 2019 года в возрасте 86 лет.